# Lyngbygård (Lyngby Sogn)
 For alternative betydninger, se Lyngbygård. (Se også artikler, som begynder med Lyngbygård)
Lyngbygård er et gods i Lyngby Sogn, Hasle Herred ved Aarhus på ca. 1500 ha.
Det menes, at godset allerede i 1300-tallet har tilhørt nonneklosteret Ring ved Skanderborg Sø, og er så efter reformationen overgået til Kronen. I kælderen kan ses rester af et byggeri fra 1596, der har været med svære stenmure.
Gårdens østlige del af den nuværende hovedbygning er fra 1755, og har først tjent som køkkenfløj for den oprindelige hovedbygning. Den vestre del er så bygget i forlængelse i 1775.
Efter en brand byggede man i 1828 nogle nye avlsbygninger. I 1876 er der tilføjet et lavt tårn på havesiden af hovedbygningen.
Lyngbygård er i dag familieejet. Store dele af jorden er (2008) under landskabelig omformning til golfbane.
Lige vest for hovedbygningen, løber Lyngbygård Å på sin vej mod Årslev Engsø og danner både sogne- og herreds-skel til Framlev Sogn og Framlev Herred.

## Ejere af Lyngbygård
- (1500-1536) Ring Kloster
- (1536-1579) Kronen
- (1579-1612) Anne Skram
- (1612-1647) Marie Henriksdatter Below
- (1647-1655) Ida Daa
- (1655-1681) Anshelm von Podewils
- (1681-1686) Hans Mogensen Arenfeldt
- (1686-1728) Johan Arentsen Althalt
- (1728-1734) Christian Johansen Althalt
- (1734-1766) Johan Christiansen Althalt
- (1766-1808) Anne Elisabeth Lassen
- (1808-1826) Thøger Lassen Johansen Althalt
- (1826-1877) Johannes Friis
- (1877-1903) Johannes Friis
- (1903-1911) Frederik Lagoni
- (1911-1917) N.A. Høgdall
- (1917-1921) H.R. Angelo
- (1921-1932) P. Nymann
- (1932-1933) Jysk Landhypotekforening
- (1933-1945) Aage Søborg
- (1945-1967) Enkefru Marie Bønløkke
- (1967-1990) Hans Bønløkke
- (1990-) Niels Jørgen Bønløkke

## Tilknyttede bygninger
Lyngbygård har haft en række tilknyttede bygninger gennem tiden, blandt andet en smedje og en vandmølle. Smedjen stammer fra ca. 1840 og har været i brug frem til 1970. Vandmøllen ligger lidt syd for selve godset, langs Lyngbygårds Å ved Labing Møllevej og kaldes også Labing Vandmølle. Den står i dag som en industribygning fra 1907, men der har været vandmølle på stedet siden ca. 1290. Labing Mølle er indrettet som en traditionel kornmølle, hvor man førhen malede mel, men den drev også et savværk og en turbine, som producerede elektricitet til godset. Der opkrævedes tidligere bropenge ved møllen og her findes en gammel vildtbanesten, som nu er fredet.

## Galleri
- Lyngbygård set fra haven
- Smedjen ved Lyngbygård
- Vandmøllen
- Vildtbanestenen